# Fábio Aristimunho Vargas
Fábio Aristimunho Vargas (Ponta Pora, Brasil, el 1977) és un escriptor i traductor portuguès. Escriptor i traductor brasiler. Professor i advocat llicenciat en Dret amb mestratge en Dret Internacional per la Universidade de São Paulo. És autor dels llibres de poesia Medianeira (São Paulo: Quinze & Trinter, 2005; Tlaquepaque: Mantis, 2011), Pré-datados (São Paulo: Lummen, 2010), O show dos bichos (inèdit) i Imbencióm de la frontiera (llibre en portuñol, inèdit).
Estudiós de les llengües d'Espanya, va organitzar i va traduir al portuguès diverses obres i antologies poètiques, on destaca la col·lecció Poesias de Espanha, en quatre volums: Poesia galega: das origens à Guerra Civil (São Paulo: Hedra, 2009), Poesia Espanhola: das origens à Guerra Civil (São Paulo: Hedra, 2009), Poesia Catalã: das origens à Guerra Civil (São Paulo: Hedra, 2009) i Poesia basca: das origens à Guerra Civil (São Paulo: Hedra, 2009).
De l'espanyol cap al portuguès ha traduït: Romanceiro cigano, de Federico García Lorca (São Paulo: Hedra, 2010); Canto desalojado, de l'uruguaià Alfredo Fressia (São Paulo: Lummen, 2010), i O entranhável costume, del mexicà Luis Aguilar (Tlaquepaque: Mantis, 2008).